# Roberts Zīle
Roberts Zīle (* 20. června 1958, Riga) je lotyšský ekonom, pravicový politik, bývalý ministr dopravy a financí, od roku 2004 poslanec Evropského parlamentu a od 18. ledna 2022 i jeho místopředseda.

## Biografie
Narodil se v roce 1958 v Rize v tehdejší Lotyšské sovětské socialistické republice, která byla součástí Sovětského svazu. V roce 1981 získal magisterský titul v oboru ekonomie na Lotyšské univerzitě (Latvijas Universitāte) a v roce 1997 doktorát z ekonomie na Lotyšské zemědělské univerzitě.

## Publikace
- Changing Ownership in Latvia through Agrarian Reform. [s.l.]: Latvian State Institue of Agrarian Economics and Center of Agricultural and Rural Development Iowa State University, 1992. (anglicky)
- The Development of Privatization in Latvian Agriculture. [s.l.]: Latvian State Institue of Agrarian Economics and Center of Agricultural and Rural Development Iowa State University, 1993. (anglicky)
- Latvia Entering the XXI Century: Economy, Finances, Integration. Riga: Nacionālais Medicīnas Apgāds, 2000. (anglicky)